# Tanec svatýho Víta
Tanec svatýho Víta je páté řadové album kapely Törr. Kapela přinesla nový zvuk (elektronickou rockovou hudbu) a tak úplně odbočila ze stylů black metal a rock. Album nebylo fanoušky skupiny přijato příliš dobře.

## Seznam skladeb
1. My
2. Láska až za hrob
3. Lolita twist
4. Pravá ruka ďábla
5. Temná země
6. Vražda v jižním parku
7. Maděra
8. Žijem v městě
9. Tanec svatýho Víta
10. Mikrofon

## Album bylo nahráno ve složení
- Roman "Izzy" Izaiáš – kytara, zpěv
- Vlasta Henych – baskytara, zpěv
- Petr Vajda – bicí